# Umeda Takashi
Takashi Umeda (sinh ngày 30 tháng 5 năm 1976) là một cầu thủ bóng đá người Nhật Bản.

## Sự nghiệp câu lạc bộ
Takashi Umeda đã từng chơi cho Seino Transportation, Oita Trinita và FC Gifu.